# Nasr ibn Sàlih

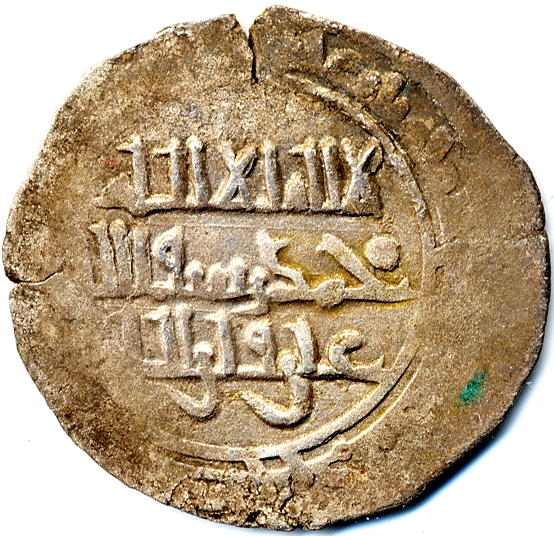
Dirham de plata encunyat per Ibn Sàlih a Alep al segle XI.

Xibl-ad-Dawla Nasr ibn Sàlih ibn Mirdàs (àrab: شبل الدولة نصر بن صالح بن مرداس, Xibl ad-Dawla Naṣr ibn Ṣāliḥ ibn Mirdās), més conegut simplement com a Nasr ibn Sàlih o com Xibl-ad-Dawla Nasr, fou emir mirdàsida d'Alep del 1029 al 1038.
A la mort del seu pare i primer emir, Sàlih ibn Mirdàs, el poder se'l van repartir els seus dos fills Xibl-ad-Dawla Nasr ibn Sàlih (que va governar a la ciutat d'Alep) i Muïzz-ad-Dawla Thimal ibn Sàlih (que va governar a la ciutadella). La Síria central (Hisn Akkar, Baalbek, Homs i Rafaniyya) fou abandonada i les forces kilabites es van concentrar al Jund de Kinnasrin. El catepà romà d'Orient d'Antioquia de l'Orontes va voler aprofitar la inexperiència dels dos germans per establir el seu protectorat i sense acceptar cap negociació i sense autorització expressa de l'emperador va atacar als kilabites però aquests el van derrotar greument a Kaybar (juliol de 1029).
Quan l'emperador Romà III (coronat el novembre del 1028) es va assabentar de la derrota va agafar el comandament en persona i va marxar a la zona amb un fort exèrcit; els dos germans van intentar negociar però Romà III s'hi va negar i va comunicar només acceptava la rendició. Els kilabites van optar per lluitar i el combat es va lliurar a Azar o Azaz el juliol de 1030, en la qual els romans d'Orient foren completament derrotats tot la seva immensa superioritat en homes i material. El botí fou extraordinari i per fer-se una idea els Banu Numayr (aliats dels kilabites) van aconseguir 300 mules carregades de monedes d'or. Romà III es va lliurar de caure presoner refugiant-se darrere els murs d'Antioquia (1030) des d'on va poder tornar a Constantinoble, i finalment els seus lloctinents Nicetes, Simeó i Teoctistes van poder restaurar la situació militar.
Per aquest temps (la data exacta no està precisada) Nasr es va apoderar de la ciutadella aprofitant una absència del seu germà Thimal i va esdevenir emir únic. Va nomenar un nou visir, que tot i ser cristià fou popular i que junt amb el seu germà va dirigir la urbanització dels barris fora les muralles d'Alep i hi va fer construir una mesquita. Salim ibn Mustafad, cap de la ciutat i mukaddam al-adath de la casa dels mirdàsides situada al mercat dels vidres, i partidari de la guerra contra els romans d'Orient, va agitar al jovent i una part es va revoltar, però l'intent fou controlat i Salim capturat i executat (1030).
L'abril o el maig del 1031, per temor a un atac de Thimal ibn Sàlih, Nasr va fer aliança amb els romans d'Orient. El tractat s'ha conservat i establia un protectorat romà d'Orient; Nasr hauria de pagar un tribut anual cinc-cents mil dirhams. El 1032 es va fer la primera operació conjunta entre Nasr i el nou catepà romà d'Orient d'Antioquia, l'eunuc Nikita, que tenia com a objectiu l'extermini dels drusos hakimites que s'havien assentat al Jabal Summak. Nikita va enderrocar també algunes fortaleses que havien estat construïdes sense autorització de l'emperador per famílies àrabs al Jabal Bahra a l'est de Latàquia, i els mirdàsides no es van oposar a aquests enderrocs. Tanmateix els mirdàsides van autoritzar als tayyites (Banu Djarrah o jarràhides) a passar pel seu territori en la seva emigració cap a territori romà d'Orient; Romà III esperava utilitzar-los contra Anushtigin al-Duzbari, governador fatimita de Damasc i Síria i aconseguir així la renovació de la treva de deu anys entre el califat i l'imperi, que s'havia trencat des de 1024. Els mirdàsides tampoc van ajudar els seus tradicionals aliats els Banu Numayr o numàyrides quan els romans d'Orient els van arrabassar alguns places fortes d'Al-Jazira.
Anushtigin al-Duzbari, governador fatimita de Damasc i Síria, no podia acceptar l'aliança entre mirdàsides i romans d'Orient i va fer diverses incursions al nord de Síria i va intentar aixecar diversos notables kilabites contra el poder dels mirdàsides; finalment, al no aconseguir res positiu, va fer una crida a la gihad o guerra santa. Nikita va oferir negociacions però amb fermesa, mostrant que estava disposat també a la lluita. Nasr va témer llavors que seria sacrificat per un acord entre l'Imperi Romà d'Orient i el califat Fatimita i va enviar una ambaixada a Constantinoble amb un cabell de Sant Joan Baptista, una relíquia venerada feia segles pels cristians, que va donar a l'emperador i li va demanar que el distingís dels simples caps de tribu. Al mateix temps també els Banu Numayr (altre cop atacats pels romans d'Orient), la Dinastia marwànida (Diyarbakir), els kalbites de Síria central i els jarràhides van enviar també ambaixades a la capital de l'imperi on s'havia decidir els límits entre musulmans i cristians al Llevant. Es va negociar durant quatre anys. Romà III va proposar una treva especifica per Alep separada del tractat general però els fatimites s'hi van oposar repetidament; el 1034 Romà III va morir i el va succeir Miquel IV Paflagó que més conciliador va recomanar a Sàlih reconèixer la sobirania fatimita. Finalment es va ajustar la treva el 1038. Els detalls de l'acord no s'han conservat. La situació general era que les tribus descendents dels Qays Aylan, dominaven la major part dels territoris excepte el Diyar Bakr en mans dels kurs marwànides: els Banu Numayr controlaven Haran i Edessa al nord-est dels kilabites d'Alep. Mossul i el sud-est del Diyar Bakr estava en mans de l'uqàylida Qirwaix ibn al-Muqàl·lad i més al sud els Banu Asad dirigits pels Banu Mazyad (mazyàdides) que tenien per cap a Dubays ibn Alí que disputaven la zona als Banu Khafadja que dominaven encara més al sud a la riba occidental de l'Eufrates, vers Kufa.
El visir del Caire Abu-l-Qàssim Alí ibn Àhmad al-Jarjaraí desconfiava d'Anushtigin i en canvi es refiava de Nasr ibn Sàlih. Aquest va entregar al govern fatimita el botí fet en la batalla d'Azaz i a canvi fou autoritzat a incorporar als seus dominis Homs i va rebre un lakab més prestigiós. El governador d'Homs, Djafar ibn Kulayd al-Kutami, es va negar a acceptar el domini mirdàsida i va demanar ajut a Anushtegin que no podia acceptar la desestabilització que suposaria el control mirdàsida a Homs doncs els mirdàsides eren kaysites i la zona era tradicionalment dels iemenites. Anushtegin va demanar permís als romans d'Orient per desfer-se de Nasr que en aquell temps s'havia casat amb la filla de Shabib ibn Waththab, emir numayrita (numàyrida) d'Haran amb el qual la influència de l'emir d'Alep es podia estendre d'Haran a Homs controlant totes les rutes entre l'Iraq i la Mediterrània i l'Imperi Romà d'Orient. Sense esperar autorització del Caire, Anushtegin i Djafar ibn Kulayd al-Kutami van avançar al nord cap a Tall Fas, prop de Latmin (maig del 1038) on van enfrontar a Nasr que va morir en la batalla; el seu germà Thimal ibn Sàlih, amb el qual s'havia reconciliat, va fugir cap a Alep junt amb Shabib ibn Waththab al-Numayri. Anushtegin va ocupar Alep el juny de 1038.